# Rootování Androidu

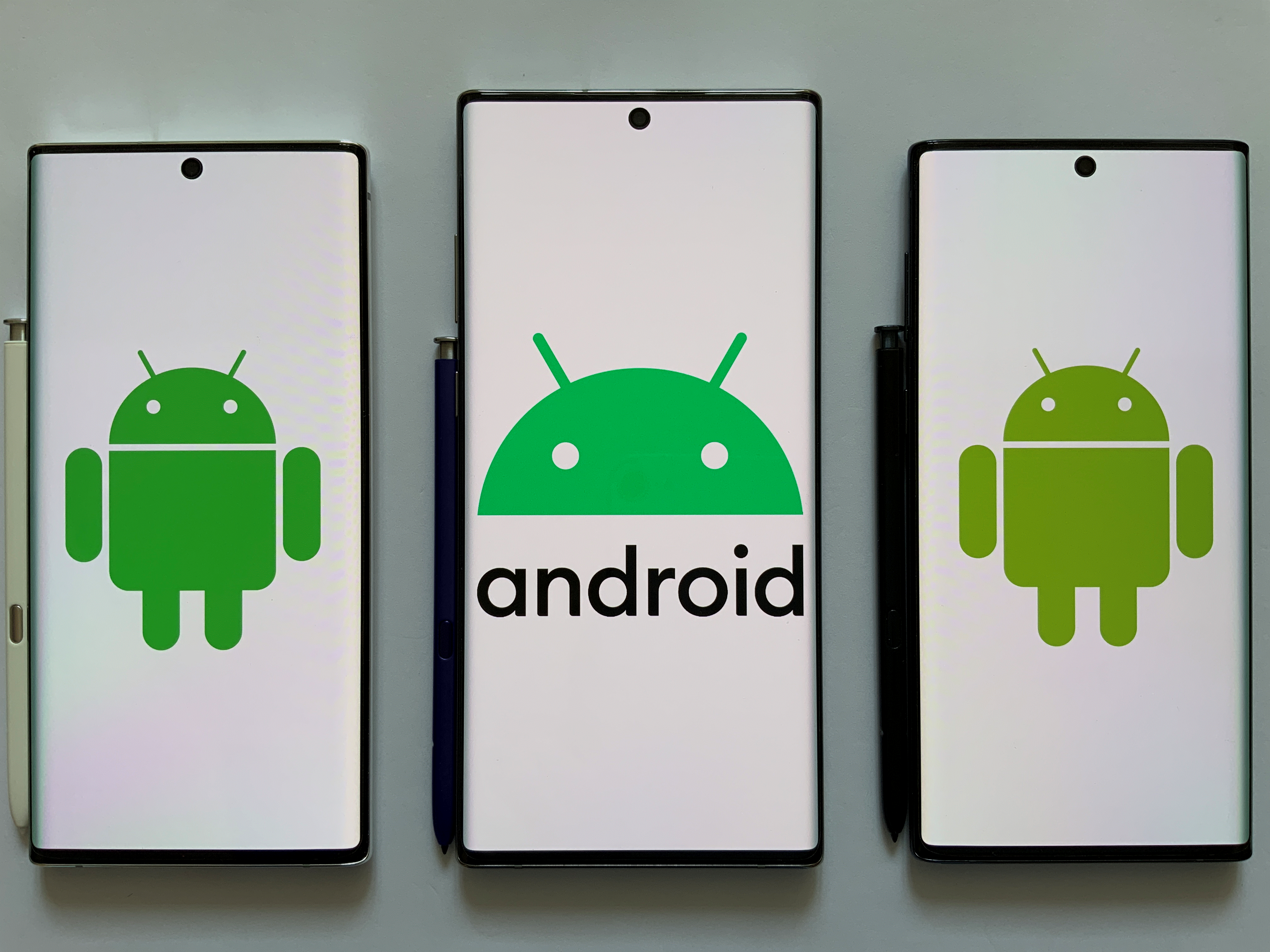
Android

Rootování Androidu je proces, který umožňuje uživatelům chytrých telefonů, tabletů a dalších zařízení s operačním systémem Android přepnutí do tzv. privilegovaného režimu (z Linuxu, odkud operační systém Android vychází, je vžit název „root access“).
Rootování se provádí s cílem překonat omezení výrobců mobilních zařízení s operačním systémem Android. Díky tomu je možné měnit nebo nahradit systémové aplikace a nastavení, spustit specializované aplikace, které vyžadují oprávnění správce, nebo provádět další operace, které jsou pro běžného uživatele nedostupné. Rooting také usnadňuje úpravu nebo úplnou náhradu stávajícího operačního systému – většinou za novější verzi.
Protože OS Android vychází z jádra Linuxu, rootování se podobá získání oprávnění správce v Linuxu nebo v jiném UNIXovém systému jako je např. FreeBSD nebo OS X.
Rootování umožní všem uživatelským aplikacím spustit privilegované příkazy, které nejdou spustit při původní konfiguraci zařízení.
Root je potřeba k některým pokročilejším a potenciálně více nebezpečným operacím – úprava a mazání systémových souborů, odstraňování aplikací nainstalovaných výrobcem a přístup k hardwaru zařízení na nižší úrovni (kontrola stavu, kalibrace, restartování komponent). Většinou se při rootování nainstaluje i tzv. „superuser“ aplikace, která dohlíží na procesy, které využívají práva správce.

## Srovnání s iOS
„Root access“ je často přirovnáván k Jailbreaku zařízení běžících na operačním systému Apple iOS. Nicméně jsou to dvě rozdílné věci, v dobře kontrolovaném „Apple světě“ technická omezení brání těmto věcem:
- nelze nainstalovat ani nabootovat upravený ani jiný operační systém (brání tomu zamčený bootloader),
- přenášet mezi dvěma zařízeními nepodepsané aplikace (tkz. „sideloading“, pro instalaci aplikací je zapotřebí zakoupit dočasný vývojářský certifikát od společnosti Apple a pomocí něj aplikaci podepsat.)
- nelze instalovat aplikace, které vyžadují k instalaci oprávnění správce.

Vynechání těchto omezení společně tvoří rozsáhlý pojem Jailbreaking zařízení Apple. To znamená, že Jailbreaking musí překonat hned několik zabezpečení iOS současně. Oproti tomu naprosté minimum Androidových zařízení má zamčený bootloader, někteří výrobci, jako například HTC, Asus, Google a Sony přímo poskytují možnost odemknout zařízení a dokonce nahradit operační systém úplně. Podobně u Androidu není potřeba oprávnění „root“ k přenosu aplikací mezi zařízeními (sideload). Tedy v podstatě jen třetí aspekt jailbreakingu se podobá rootingu.

## Obtížnost
V minulosti se výrobci snažili vyrobit telefony a zařízení, které nepůjdou tzv. „rootnout“ (jako Droid X), ale nakonec se téměř vždy našla nějaká cesta jak práva správce na zařízení získat. I pro nejnovější telefony, nebo zařízení s nejnovějším vydáním Androidu se většinou najde způsob rootnutí během pár měsíců. V roce 2011 Motorola, HTC a LG Electronics přidali do svých zařízení bezpečnostní prvky, které měly uživatelům bránit v získání práv správce.

## Postup
U dřívějších verzí Androidu bylo často nutné využít nějakou chybu ve fimwaru zařízení a díky ní uložit binární soubor su. Nyní už má ale většina zařízení odemknutelný bootloader, což umožňuje používat například nástroj Magisk, který je v dnešní době zdaleka nejrozšířenějším způsobem rootování a poskytuje poté i plnou správu přístupu root.

## Legalita
- Austrálie – Rootování je legální za účelem spouštění legálních aplikací.
- Evropa – Free Software Foundation Europe tvrdí, že je legální „rootnout“ nebo „flashnout“ jakékoli zařízení. Podle evropské směrnice 1999/44/CE, může uživatel tímto procesem ztratit záruku, pokud prodejce prokáže, že tento proces způsobil závadu, na kterou se uživatel snaží uplatnit reklamaci. Od 2025 platí směrnice EU (nová verze Radio Equipment Directive), která brání spouštění neautorizovaného software.[1]
- Spojené státy – Dne 28. října 2012 US Copyright Office (úřad pro ochranu autorských práv) vydal prohlášení, že „rootování“ je nadále legální.

## Detekce
Aplikace může pomocí funkce SafetyNet Attestation zjistit, zda zařízení bylo rootnuto a podle toho změnit své chování. Například některé bankovní aplikace odmítnou na rootnutých zařízeních pracovat.
V roce 2024 byl implementován nástupce tohoto testu, který se jmenuje Google Play Integrity API, který přináší mnohem více možností, co vše lze o zařízení zjistit (například jetli aplikace byla nainstalována z Obchodu Play nebo pomocí sideload, jestli je aktivní funkce Google Play Protect, jestli zařízení používá původní implementaci Androidu a podobně). Tato nová funkcionalita je v roce 2024 již implementována do mnoha aplikací a předpokládá se jejich další rozšíření, což omezí možnost používat alternativní Android systémy, jako jsou /e/OS, GrapheneOS, LineageOS nebo jiné systémy, které jsou zbaveny závisloti na Gogle nebo rootnuté.